# Krzysztof Nowak
Krzysztof Damian Nowak (Varsóvia, 27 de setembro de 1975 — Wolfsburg, 26 de maio de 2005) foi um futebolista polonês que atuou como meio-campista.

## Carreira
Nowak iniciou sua carreira nas categorias de base do RKS Ursus de Ursus (distrito de Varsóvia) em meados da década de 1980. Em 1996, foi transferido para o Clube Atlético Paranaense juntamente com seu colega e compatriota, Mariusz Piekarski. Em 1998 foi vendido para o VfL Wolfsburg da Alemanha. 
Também jogou no Sokół Pniewy, Sokol Tychy, Panahaiki Patras (da Grécia) e no Legia Varsóvia, além de ter sido convocado para a então seleção olímpica polonesa e participou de 10 jogos pelo seu país, marcando um gol.

## Morte

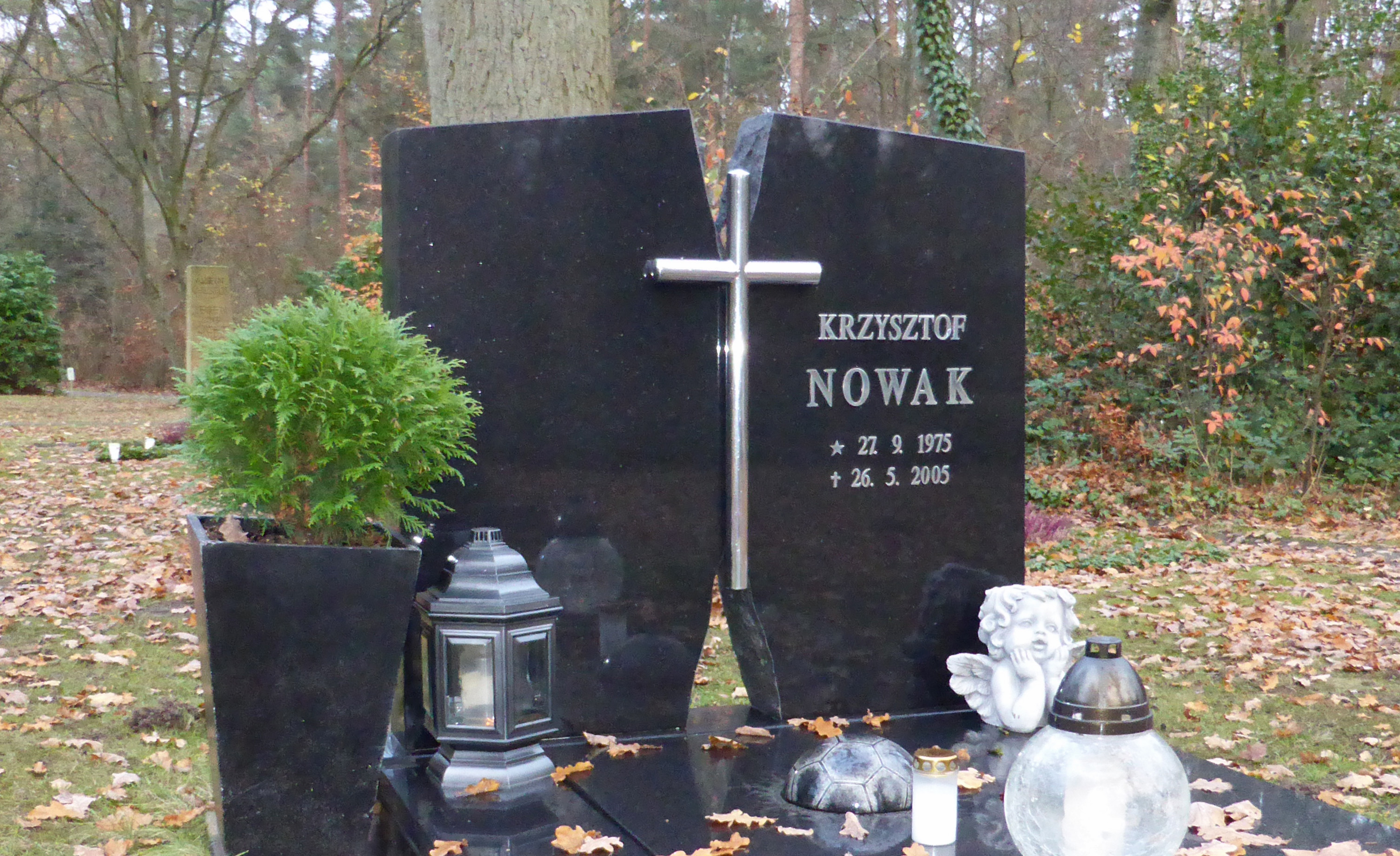
Túmulo de Nowak

Em 2001, Nowak descobriu que possuía uma doença degenerativa, a ELA (Esclerose lateral amiotrófica - ALS em inglês), doença esta que o matou em maio de 2005, aos 29 anos de idade. Antes de morrer, criou uma fundação para fomentar pesquisas e cuidar de pessoas que sofrem de ALS.
Em uma entrevista cedida ao Globo Esporte em 2013, seu compatriota e companheiro de clube Mariusz Piekarski lamentou a morte de Nowak.
| “ | Uma pena. Nowak foi dez vezes mais profissional do que eu. Só comia verduras, não bebia álcool. Era também uma grande pessoa. Sempre dormia cedo e foi muito correto. Por isso foi uma surpresa ele morrer aos 29 anos, uma coisa muito ruim mesmo. Eu tinha perdido um pouco de contato com ele quando foi para a Alemanha, mas aí, quando fui para a França, voltamos a nos falar. Cheguei a vê-lo perto de morrer, de cadeiras de rodas, tudo isso foi bem triste - lamentou. | ” |

Ele foi enterrado no Cemitério Florestal de Wolfsburg.

### Seleção Polonesa
| #  | Data       | Local      | Partida                | Gol | Competição                     |
| -- | ---------- | ---------- | ---------------------- | --- | ------------------------------ |
| 1  | 14.06.1997 | Katowice   | Polônia 4–1 Geórgia    | 90' | Eliminatórias da Copa do Mundo |
| 2  | 08.02.1998 | Assunção   | Paraguai 4–0 Polônia   |     | Amistoso                       |
| 3  | 03.02.1999 | Ta' Qali   | Malta 0–1 Polônia      |     | Amistoso                       |
| 4  | 03.03.1999 | Varsóvia   | Polônia 1–0 Armênia    |     | Amistoso                       |
| 5  | 28.04.1999 | Varsóvia   | Polônia 2–1 Tchéquia   |     | Amistoso                       |
| 6  | 04.06.1999 | Varsóvia   | Polônia 2–0 Bulgária   |     | Eliminatórias da Copa do Mundo |
| 7  | 09.06.1999 | Luxemburgo | Luxemburgo 2–3 Polônia |     | Eliminatórias da Copa do Mundo |
| 8  | 18.08.1999 | Varsóvia   | Polônia 1–2 Espanha    |     | Amistoso                       |
| 9  | 08.09.1999 | Varsóvia   | Polônia 0–0 Inglaterra |     | Eliminatórias da Copa do Mundo |
| 10 | 09.10.1999 | Estocolmo  | Suécia 2–0 Polônia     |     | Eliminatórias da Copa do Mundo |

## Títulos
Legia Varsovie
- Campeonato Polonês: 1996 (Vice-campeão)

Atlético Paranaense
- Campeonato Paranaense: 1998